# セット・ユア・ゴールズ
セット・ユア・ゴールズ (Set Your Goals) とは、アメリカ合衆国 カリフォルニア州オリンダにて結成されたハードコア・パンクバンドである。
2004年結成。初期はハードコア・パンクをベースにポップでキャッチ―な要素を含んだサウンドが特徴。近年はポップパンク色が強く出ている。社会派のバンドとして知られ、歌詞の多くは宗教、政治、環境破壊などの内容で占められている。またその全ての歌詞は、下品や過激な言葉を一切使わず、全てクリーンな歌詞で構成されている。これは、ヴォーカルのマットが末日聖徒イエス・キリスト教会の人々に囲まれた環境で育った事に起因しており、これについてインタビュー中に言及された時、「末日聖徒イエス・キリスト教会の人々は、決して汚い言葉を使わない。それに、品の無いバンドだって思われたくないんだ。社会にメッセージを発するのに、汚い言葉は必要ない」と語った。
また、彼らは2011年3月11日に発生した東日本大震災を受けて、「Allinmerch.com」にてチャリティーTシャツの販売を行った。

## 現在のメンバー
- マット・ウィルソン (Matt Wilson) - ヴォーカル・ピアノ・シンセサイザー
- ジョーダン・ブラウン (Jordan Brown) - ヴォーカル
- オーデリロ・フローレス (Audelio Flores) - リズムギター
- ダニエル・コッデーイレ (Daniel Coddaire) - リードギター
- ジョー・ソーセード (Joe Saucedo) - ベース

### 旧メンバー
- マイク・アンブロース (Mike Ambrose) - ドラムス

## 音楽性の変化
1stアルバムと2ndアルバムでは、代表曲「Gaia Bleeds (Make Way For Man)」に見られるように、ポップ色の強いハードコア・パンクサウンドが持ち味だったが、最新3rdアルバム『Burning at Both Ends』では、自らのルーツを見直すかのように、ストレートで爽やかなポップ・パンクサウンドへと移行。また、歌詞もそれ以前の社会派な物から、よりパーソナルな物へと変わっている。

## 略歴

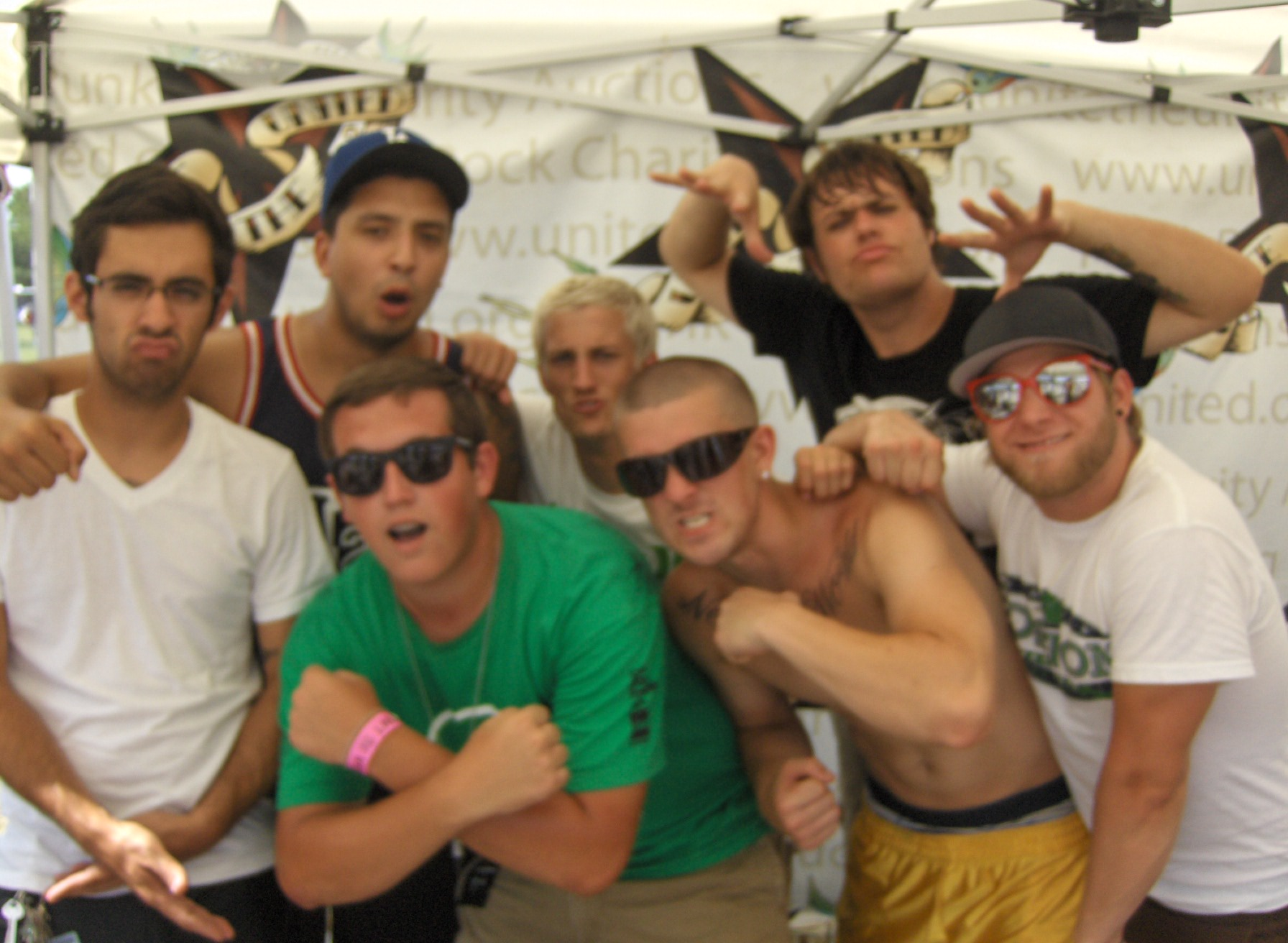
写真奥左から、ジョー、オーデリオ、マット、ジョーダン。

2004年結成。バンド名は、アメリカのパンクバンドCIVのデビューアルバムのタイトルから引用した。
2006年7月11日、デビューアルバム『Mutiny!』をリリース。
2009年7月21日、2ndアルバム『This Will Be the Death of Us』をリリース。
2011年6月27日、3rdアルバム『Burning at Both Ends』をリリース。
2012年10月、マイクがバンドから脱退。

## ディスコグラフィー

### アルバム
| 発売日        | アルバムのタイトル           | 販売レーベル | 全米ビルボードアルバムチャート最高位 |
| 2006年7月11日 | Mutiny!                      | Eulogy       | Top Heatseekersにて、46位            |
| 2009年7月21日 | This Will Be the Death of Us | Epitaph      | 65位                                 |
| 2011年6月27日 | Burning at Both Ends         | Epitaph      | 165位                                |

### EP
- Set Your Goals (2006)
- Reset (2006)
- Steal Your Goals (2006) - メロコアバンドThe Stealとのスプリット盤。